# Gisagara (distrito)
Gisagara é um dos sete distritos da Província do Sul, no Ruanda.

## Setores
Gisagara está dividida em 13 setores (imirenge): Gikonko, Gishubi, Kansi, Kibilizi, Kigembe, Mamba, Muganza, Mugombwa, Mukindo, Musha, Ndora, Nyanza e Save.